# Cylindrothecium gracile
Cylindrothecium gracile là một loài rêu trong họ Entodontaceae. Loài này được Ångström mô tả khoa học đầu tiên năm 1876.